# The Pick-up Artist
The Pick-up Artist es una película estadounidense de 1987 de comedia romántica escrita y dirigida por James Toback y protagonizada por Molly Ringwald y Robert Downey Jr.

## Argumento
Randy Jensen es una joven guía turística que vence al mujeriego Jack Jericho en su propio juego. Después de un fugaz encuentro casual, la indiferencia de Randy incrementa el interés de Jack hacia ella. Randy está demasiado ocupada como para involucrarse sentimentalmente con él debido a que tiene otra prioridad: intentar salvar la vida de su padre, Flash Jensen, un alcohólico jugador que debe una gran cantidad de dinero a la mafia.

## Reparto
| Actor              | Personaje               |
| ------------------ | ----------------------- |
| Molly Ringwald     | Randy Jensen            |
| Robert Downey Jr.  | Jack Jericho            |
| Dennis Hopper      | Flash Jensen            |
| Danny Aiello       | Phil Harper             |
| Mildred Dunnock    | Nellie                  |
| Harvey Keitel      | Alonzo Scolara          |
| Bob Gunton         | Fernando Portacarrero   |
| Brian Hamill       | Mike                    |
| Tamara Bruno       | Karen                   |
| Vanessa Williams   | Rae, muchacha con perro |
| Polly Draper       | Pat, colega de Jack     |
| Frederick Koehler  | Richie                  |
| Robert Towne       | Stan                    |
| Victoria Jackson   | Lulu                    |
| Lorraine Bracco    | Carla                   |
| Fred Melamed       | George                  |
| Christine Baranski | Harriet, mujer en bus   |
| Victor Argo        | Harris                  |
| Tony Sirico        | Patsy                   |
| Joe Spinell        | Eddie                   |

## Producción
James Toback escribió el guion para ser protagonizado por Warren Beatty, a quien le gustó el resultado pero no aceptó interpretar un personaje de esas características. Toback consideró a Robert De Niro para el papel, pero finalmente decidió que debía ser interpretado por un actor más joven.
En un principio, el filme iba a ser producido por Paramount Pictures, pero posteriormente pasó a ser producido por Fox después de que Beatty compró los derechos. Toback declaró que la trama no está en Beatty «ni siquiera de manera remota» y afirmó: «El tipo del guion persigue a las personas. Warren ha sido siempre perseguido por las personas».
Esta fue la cuarta película de Toback como director. Declaró que las primeras tres «fueron películas oscuras que no terminaron de manera feliz. Ahora me estoy tomando un descanso del horror y la tristeza. Si hiciese el casting de The Pick-up Artist treinta años atrás, hubiese querido a Cary Grant e Irene Dunne. Ninguna otra dupla hubiese estado más incorrectamente seleccionada para mis otras películas».

## Recepción

### Crítica
La película alcanzó un 58 % de críticas favorables en el agregador de reseñas Rotten Tomatoes.

### Taquilla
Tras su estreno, The Pick-up Artist llegó al número cinco en la taquilla de Estados Unidos.

## Versión casera
Se editó en LaserDisc en 1987 y en DVD en diciembre de 2003.